# Lotta Operaia
Lotta Operaia (in francese Lutte ouvrière, LO) è un partito politico francese di estrema sinistra di orientamento trockista. Il nome ufficiale è Unione Comunista (trotskista), in francese Union communiste (trotskyste).
La sua portavoce è stata a lungo Arlette Laguiller, diverse volte candidata alla presidenza della Repubblica. L'attuale portavoce è Nathalie Arthaud.

## Storia

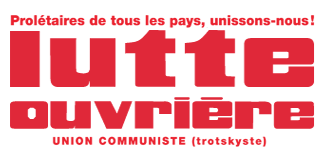
Altro simbolo del partito.

Dopo diversi cambi di forma, Lotta Operaia assume tale nome in modo definitivo dal 1968.
Il partito si presenta a tutte le elezioni presidenziali francesi a partire dal 1974, candidando la propria segretaria Arlette Laguiller per sei volte consecutive: l'ultima delle quali nel 2007: il risultato migliore fu quello del 2002, quando LO ottenne il 5,7%.
In occasione delle elezioni europee del 1999 Lotta Operaia formò un cartello elettorale assieme alla LCR, che ottenne il 5,18%: LO riuscì così a eleggere a Strasburgo tre suoi esponenti: Arlette Laguiller, Chantal Cauquil e Armonia Bordes; due furono gli eletti della LCR. L'alleanza fra le due formazioni si ripropose anche al successivo voto europeo del 2004, ma il risultato del 2,6% non permise il superamento dello sbarramento elettorale.
LO non è mai riuscita invece a eleggere alcun suo membro al Parlamento Francese a causa del sistema elettorale maggioritario a doppio turno.
Alle elezioni presidenziali del 2012 il partito appoggia Nathalie Arthaud alla presidenza della Repubblica, la candidata ottiene lo 0,5% dei voti e si posiziona al penultimo posto tra i vari candidati. 
Anche alle elezioni presidenziali del 2017 Lotta Operaia appoggia Arthaud, la quale otterrà lo 0,64%.
Arthaud è poi nuovamente candidata dal partito alle presidenziali del 2022, dove ottiene lo 0,56% dei voti.

## Unione Comunista Internazionalista
A Lotta Operaia è legata un'organizzazione internazionale trockista, l'Unione Comunista Internazionalista (in francese Union communiste internationaliste, UCI).
La rivista Lutte de Classe, pubblicata da Lotta Operaia, è l'espressione collettiva dell'UCI, anche se ciascuna delle organizzazioni aderenti possiede delle proprie pubblicazioni.
Fanno parte dell'UCI, oltre a Lotta Operaia:
- Combat Ouvrier in Martinica e Guadalupa;
- L'Union Africaine des Travailleurs Communistes Internationalistes (UATCI) attiva in Costa d'Avorio e nell'immigrazione africana in Francia;
- L'Organisation des Travailleurs Révolutionnaires (Union Communiste Internationaliste) (OTR-UCI) ad Haiti;
- I militanti raggruppati intorno alle pubblicazioni Workers' Fight e Class Struggle in Gran Bretagna;
- I militanti raggruppati intorno alla pubblicazione Sinfi Mücadelesi in Turchia;
- I militanti raggruppati intorno alle pubblicazioni Voz Obrera e Lucha de Clase in Spagna;
- Il Circolo Operaio Comunista, che pubblica L'Internazionale in Italia;
- Il Bund Revolutionärer Arbeiter, che pubblica Das Rote Tuch in Germania;
- Lutte ouvrière/Arbeidersstrijd in Belgio.

L'UCI mantiene anche relazioni con i militanti del gruppo Spark negli Stati Uniti.

## Funzionari ed eletti

### Fondatori
- Robert Barcia (1929-2009)
- Pierre Bois (1922-2002)

### Portavoce
- 1973-2008: Arlette Laguiller
- Dal 2008: Nathalie Arthaud
- Dal 2012: Jean-Pierre Mercier

### Eletti
- Armonia Bordes, europarlamentare dal 1999 al 2004
- Arlette Laguiller, europarlamentare dal 1999 al 2004
- Chantal Cauquil, europarlamentare dal 1999 al 2004